# Малки богове
Малки богове (на английски: Small Gods) е заглавието на роман от поредицата на Тери Пратчет Светът на диска. Книгата е издадена през 1992 г. и е една от тези книги от поредицата, в които главните герои не участват в друг роман като такива.
 Внимание:  Текстът по-долу разкрива сюжета на произведението (или части от него)!
В романа се описва появяването на бог Ом и неговите отношения с пророка му, преобразителят Брута. В процес на развитието на действието Пратчет пародира с религията, религиозните хора и действия, както и с ролята на религията в политическия живот. Героят Ворбис е интересен за всеки, който се интересува от религиозната институция, ереси и общуването между бог и човек. Ворбис има репутацията на човек докоснат от "провидението" и на един от най-набожните хора в страната Омниа, но в края на романа читателят разбира, че единственото, в което той вярва е самият той.
Не е ясно кога точно се развива действието в книгата спрямо това в останалите от поредицата, дали 100 години по-рано, в настоящето или в бъдещето. Тери Пратчет никога не е разбулил тази мистерия, така че това остава неясно.